# بات كوكس
بات كوكس (بالإنجليزية: Pat Cox)‏ (و. 1952 – م) هو سياسي، وصحفي، من جمهورية أيرلندا، ولد في دبلن.

## مناصب
تولى منصب رئيس البرلمان الأوروبي (15 يناير 2002–20 يوليو 2004)، ونائب دييل (1992–1994)، وعضو في البرلمان الأوروبي.

## التعليم
تعلم في جامعة ليمريك، وكلية الثالوث في دبلن.

## جوائز
حصل على جوائز منها:
- كارلسبريز (20 مايو 2004)[5]
- وسام النجوم الثلاثة
- وسام نجمة رومانيا.

## روابط خارجية
- بات كوكس على موقع مونزينجر (الألمانية)